# Parque nacional Doi Inthanon
El parque nacional de Doi Inthanon  (en tailandés: อุทยานแห่งชาติดอยอินทนนท์), apodado "el techo de Tailandia", es un espacio protegido que se encuentra en la cordillera Thanon Thong Chai, distrito de Chom Thong, provincia de Chiang Mai, en la Tailandia septentrional. En él se encuentra el Doi Inthanon, la montaña más alta del país. Creado en 1972 como el 6.º parque nacional del país, tiene una extensión de 481,89 km².

## Geografía
El parque se encuentra a unos 60 kilómetros de Chiang Mai. Incluye localidades de las etnias karen y Hmong meo de alrededor de 4500 personas. Su altitud va desde los 800 hasta los 2565 metros. Dentro de sus límites hay una serie de cascadas: las de Mae Klang, Wachiratan Falls, Siriphum y Mae Ya. El parque presenta variedad climática y secciones ecológicamente diferentes.

## Flora y fauna
Entre la flora, hay bosques de perennes, pantanos de Sphagnum y bosque caducifolios de Dipterocarpaceae. Hay algunos pinos de gran edad. With 383 avifauna species, Es el segundo parque nacional tailandés en número de especies de aves.

## Observatorio nacional tailandés

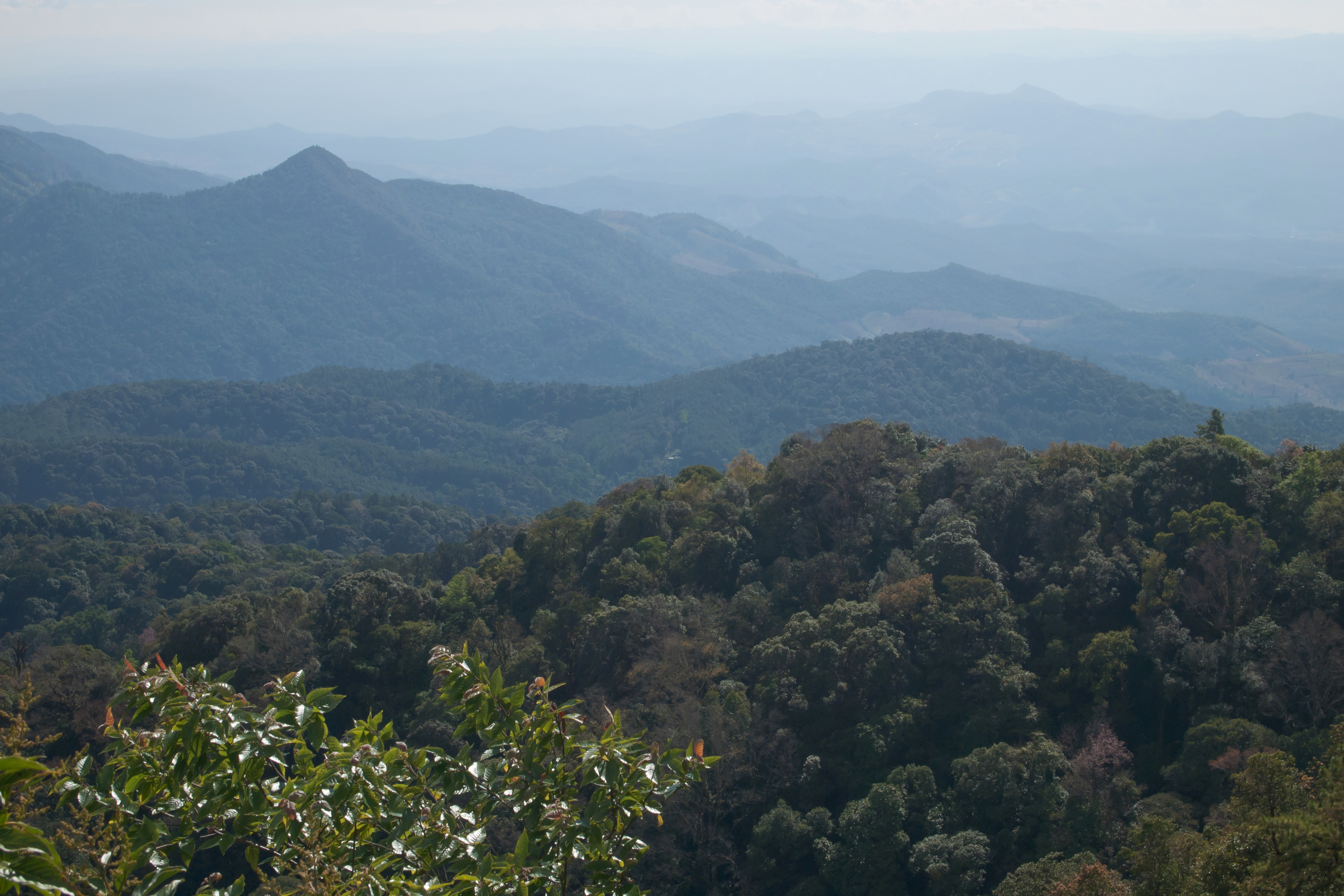
Vista desde el Doi Inthanon, el pico más alto de Tailandia.

El Observatorio Nacional Tailandés (TNO por sus siglas en inglés) se encuentra dentro del parque nacional. Está en lo alto del Doi Inthanon. Forma parte del Instituto Nacional de Investigación Astronómica de Tailandia, y es su principal estructura.

## Galería

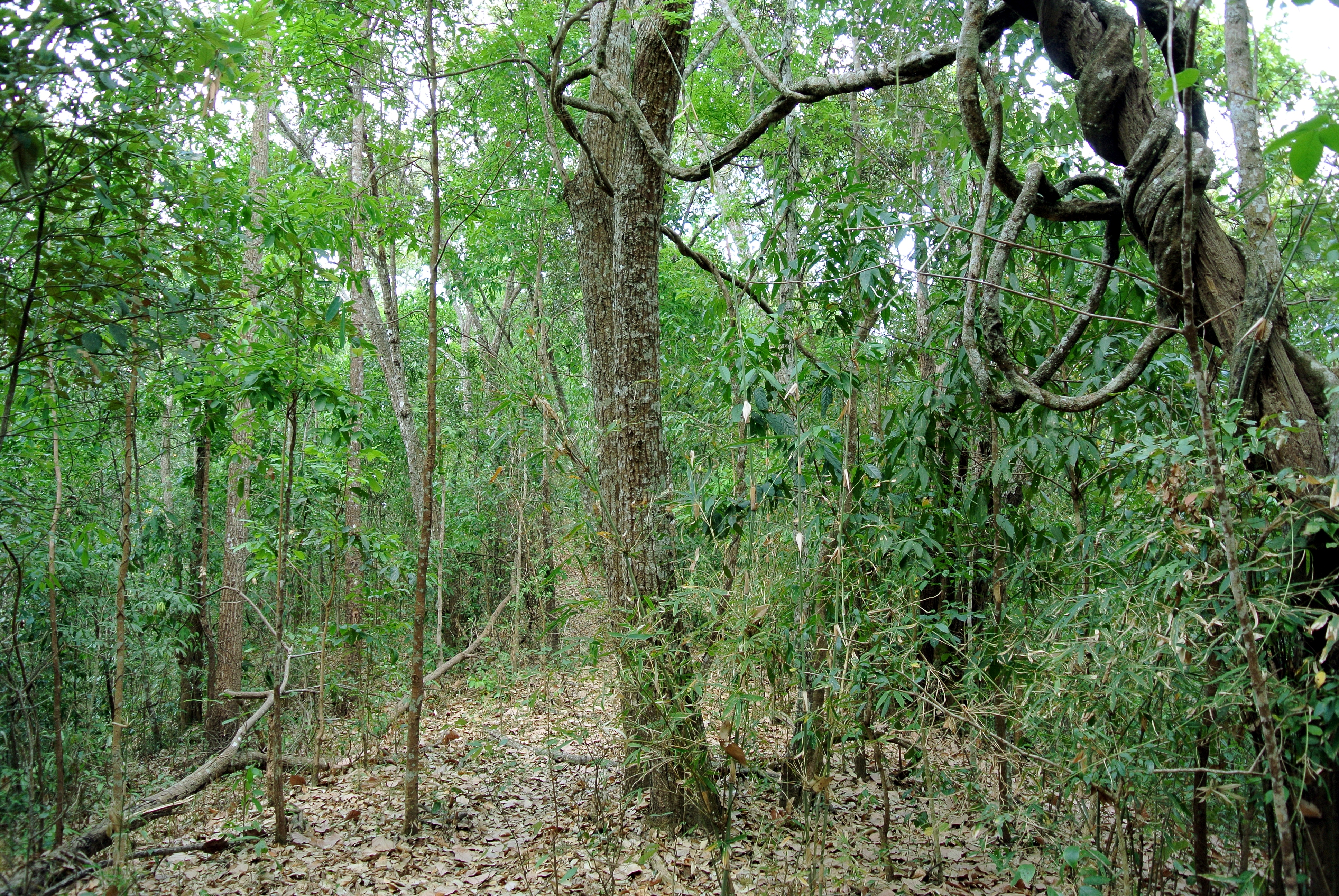
Bosque de temporada semi-perenne subtropical al final de la estación seca.
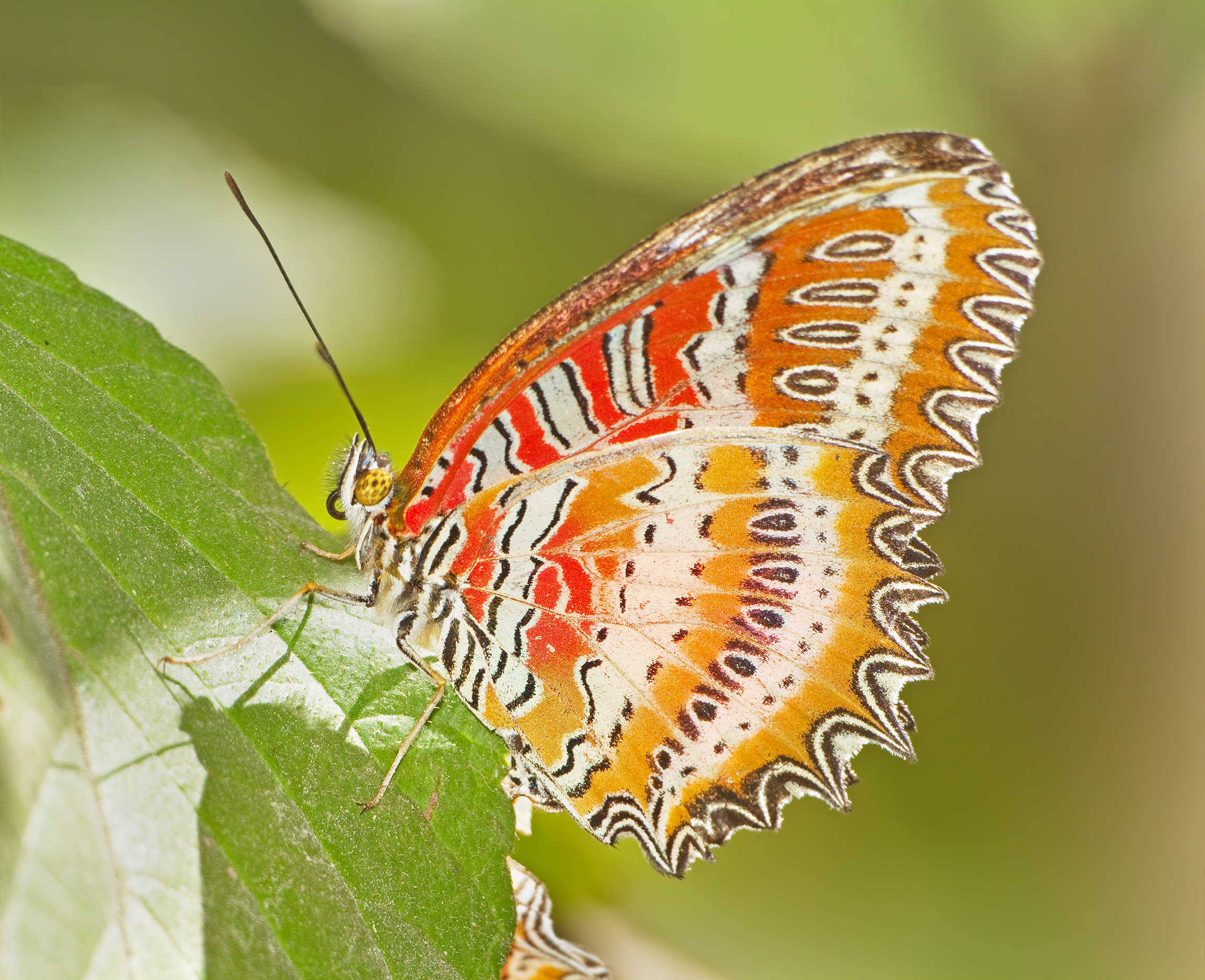
Cethosia biblis en el parque.
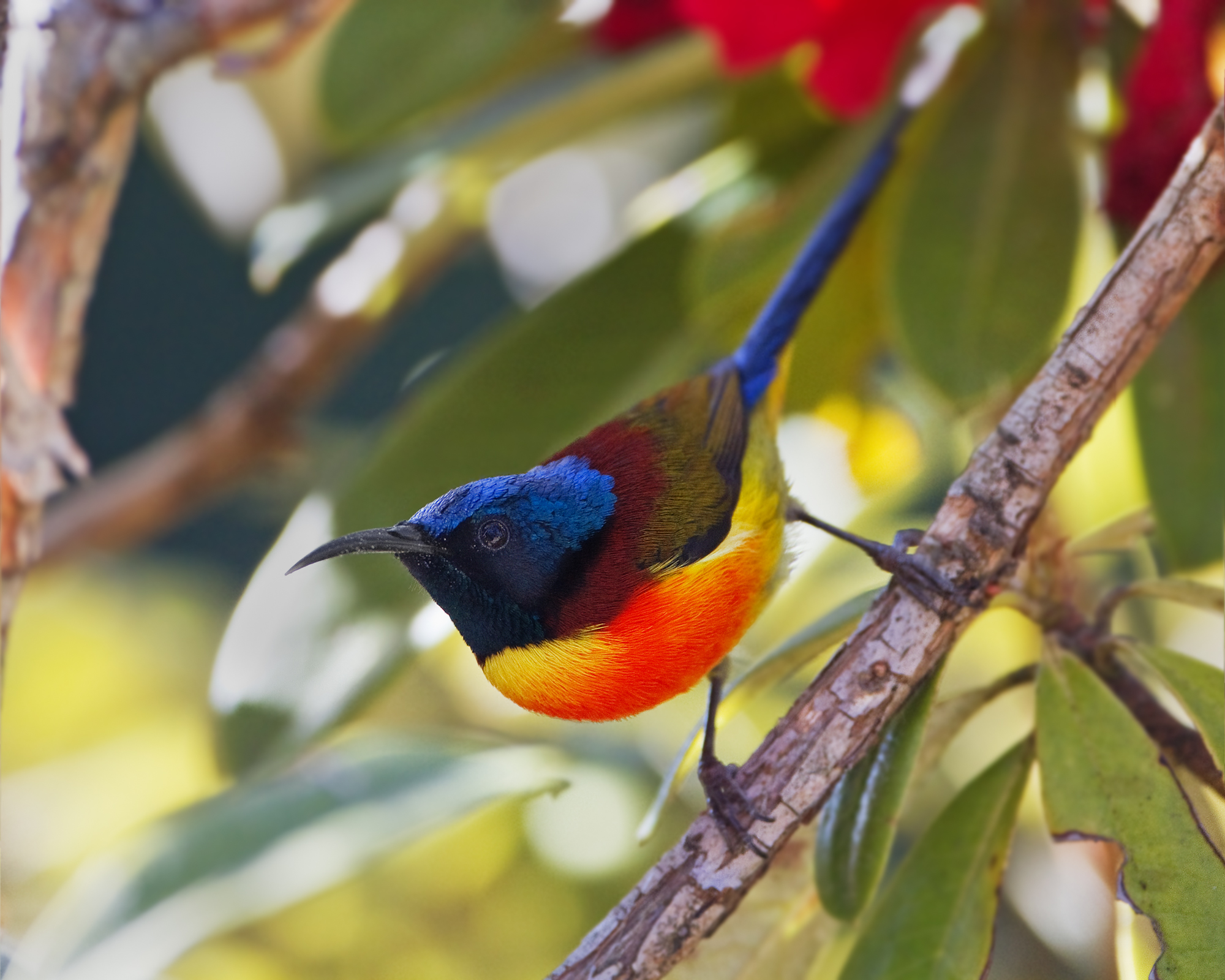
Un macho adulto de suimanga coliverde